# 堺市立新湊小学校
堺市立新湊小学校（さかいしりつ しんみなと しょうがっこう）は、大阪府堺市堺区にある公立小学校。
少子化に伴う児童減少により、2007年4月に従来の堺市立湊小学校と堺市立湊西小学校を統合して誕生した。統合後の校地は旧湊西小学校のものを使用している。
ブラジル・ペルーにルーツを持つ児童のための日本語適応指導教室「アミーゴス学級」を開設している。

## 沿革
本項では、前身校の堺市立湊小学校および堺市立湊西小学校についてもまとめて記述する。
新湊小学校（湊小学校・湊西小学校）の通学区域は、明治時代には泉北郡湊村（1915年に町制を施行して湊町）に属していた。湊村の児童は明治時代初期には、隣接する堺区の学校に通っていた。初等科児童は南旅籠小学校・宿院小学校へ、高等科児童は櫛屋小学校へそれぞれ通学していたが、湊村からは通学に不便だったため、村に小学校を設置してほしいという声が高まった。
1885年に大鳥郡公立湊小学校として、湊村独自に小学校を設置した。この小学校が、後年の湊小学校の前身校にあたる。湊村は1915年に町制を施行して湊町となったのち、1920年に堺市に編入された。
1934年9月21日の室戸台風では強風により木造校舎が全壊、校舎の下敷きになった児童14人が死亡し、81人が重軽傷を負った。また職員2人も重傷を負っている。堺市内の小学校での被害としては、死亡者数では三宝小学校（55人死亡）・錦小学校（39人死亡）に次ぐ市内3番目の重大な被害となった。
太平洋戦争の激化に伴い1945年には学童集団疎開の対象となり、堺市八田荘国民学校（現在の堺市立八田荘小学校）に疎開した。1945年7月10日の堺大空襲では校舎を焼失し、校区にも被害を受けた。
学制改革によって1947年に堺市立湊小学校となった。その後1950年前後には児童が急増し、当時在籍児童数が2000人を超えて堺市立小学校（当時25校）で一番のマンモス校となっていた。児童の増加傾向が進んでいたことに加え、折からのベビーブームで数年後にはさらに児童が増加することが見込まれたため、湊小学校の分離校を新設することが決定した。
1950年より分離校の校地買収・校舎建設を始めた。分離校は堺市立湊西小学校と名付けられ、1951年9月に開校した。同年9月1日付で校長が任命され、9月6日付で教務主任・9月15日付で教諭17人が湊西小学校勤務を発令された。1951年9月28日に湊小学校・湊西小学校の分離式を実施し、翌9月29日より4年生以下の児童736人で湊西小学校の授業を開始した。
しかし児童数の減少のため、堺市教育委員会は2002年、湊小学校・湊西小学校の統合方針を出した。両校は2007年に統合して新湊小学校となった。

### 年表
（前身校）
- 1885年 - 大鳥郡公立湊小学校が創立。
- 1880年 - 大鳥郡湊尋常小学校に改称。
- 1896年4月1日 - 郡の合併により、泉北郡湊尋常小学校と称する。
- 1920年4月1日 - 湊町が堺市に編入したことに伴い、堺市湊尋常小学校に改称。
- 1934年9月21日 - 室戸台風で校舎倒壊。
- 1941年4月1日  - 国民学校令により、堺市湊国民学校に改称。
- 1947年4月1日 - 学制改革により、堺市立湊小学校に改称。
- 1951年9月26日 - 湊西小学校の第1期工事が完成。
- 1951年9月28日 - 湊小学校から分離し、堺市立湊西小学校が開校。
- 2007年3月31日 - 湊・湊西の両校が閉校。

（新湊小学校）
- 2007年4月1日 - 堺市立新湊小学校として新設開校。湊西小学校敷地を引き継ぐ。
- 2007年6月10日 - 開校式を開催。
- 2007年11月21日 - 第1回算数教育研究大会開催。
- 2007年〜2008年 - 文部科学省よりコミュニティスクール調査研究校に指定。
- 2008年10月30日 - 文部科学省より学校体育優良校として表彰。
- 2010年 - 校庭芝生化推進事業により校庭の一部を芝生化。
- 2015年 - 体育館の耐震工事を行う。

## 通学区域
- 堺市堺区 老松町、春日通、昭和通、菅原通、高砂町、東湊町、八幡通、柏木町、楠町、出島町、西湊町。

卒業生は堺市立大浜中学校に進学する。

## 出身者
- 伊佐嘉矩 - 十種競技選手（新湊小学校）
- 大崎悟史 - 陸上競技長距離走・マラソン元選手、現指導者。（旧・湊西小学校）